# Xanthippus corallipes
El chapulín de zancas rojas (Xanthippus corallipes) es una especie de saltamontes de la subfamilia Oedipodinae, familia Acrididae. Se encuentra en Norteamérica y Centroamérica.

## Subespecies

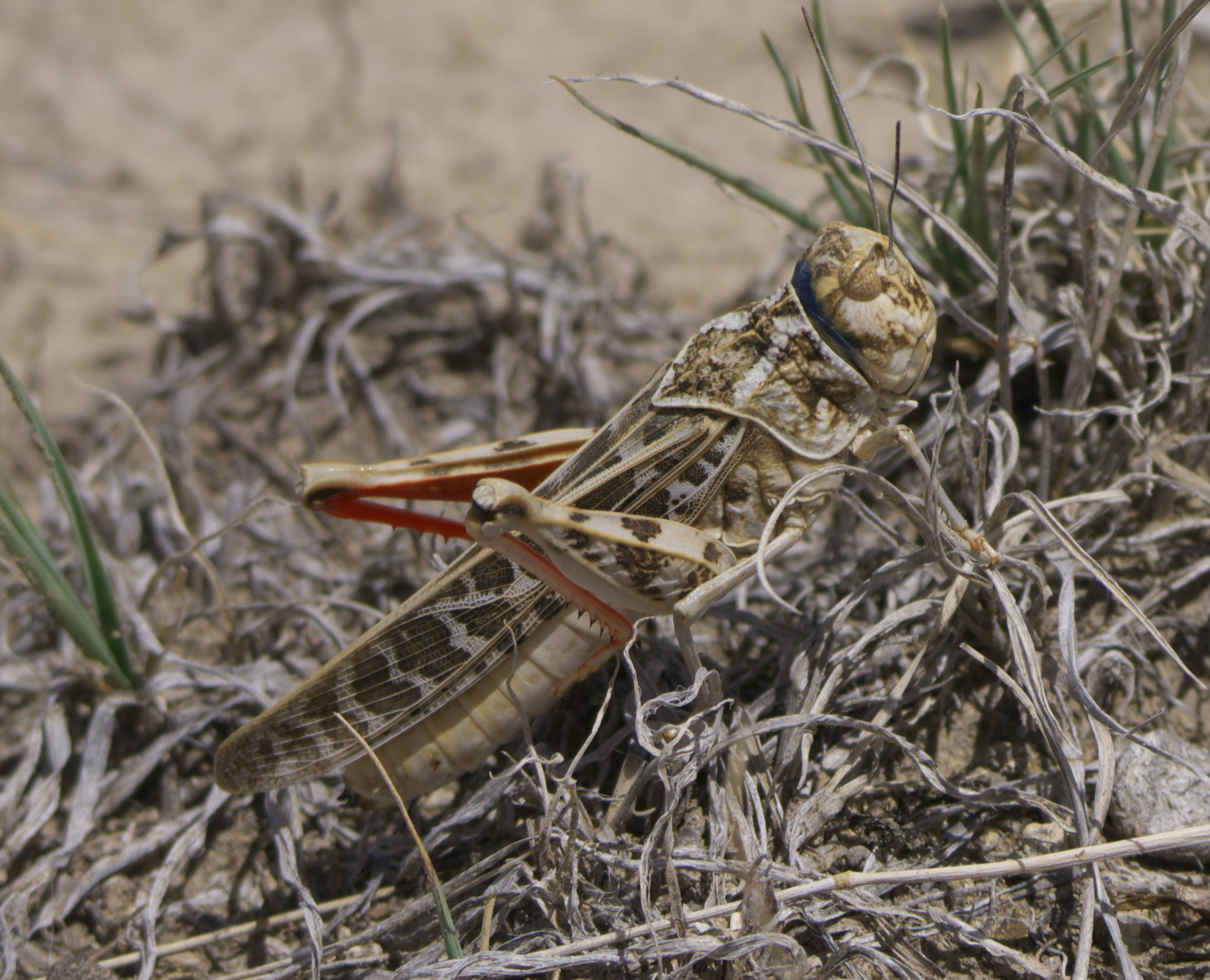
Xanthippus corallipes

Las siguientes subespecies pertenecen a la especie Xanthippus corallipes:
- Xanthippus corallipes affrictus[5]
- Xanthippus corallipes altivolus[5]
- Xanthippus corallipes buckelli[5]
- Xanthippus corallipes corallipes[5]
- Xanthippus corallipes latifasciatus[5]
- Xanthippus corallipes leprosus[5]
- Xanthippus corallipes pantherinus[5]